# Краткая хроника Австрии мелькского анонима
Краткая хроника Австрии мелькского анонима (лат. Anonymi Mellicensis breve chronicon Austriae) — составленное на латинском языке неким неизвестным по имени жителем города Мельк сочинение по истории Австрии 1438—1464 годов. Содержит сведения как о внутригерманских, так и о международных событиях того времени.

## Издания
- Anonymi Mellicensis breve chronicon Austriae // Scriptores Rerum Austriacarum. Tomus II. Leipzig. 1725.

## Переводы на русский язык
- Краткая хроника Австрии мелькского анонима в переводе И. М. Дьяконова на сайте Восточная литература